# Подмёныш (роман)
«Подмёныш» (яп. 取り替え子 Чендзирингу, от англ. Changeling)) — роман Кэндзабуро Оэ, первая часть трилогии «Псевдопара» (おかしな二人組, 2000 — 2005). Отправная точка произведения — попытка Оэ осмыслить самоубийство своего шурина кинорежиссёра Дзюдзо Итами. Из европейских языков роман переведён на немецкий и английский.

## Сюжет
Основные персонажи романа и их прототипы (в скобках): Когито (сам автор), Горо (Итами), Акари (Хикари Оэ), Тикаси (Юкари Оэ), Такамура (Тору Такэмицу). После самоубийства Горо Когито вступает с ним в воображемый диалог, используя несколько десятков звукозаписей, присланных ему Горо незадолго до смерти. «Устройство», позволяющее останавливать речь Горо и вступать в разговор самому Когито, он называет «тагамэ» (от яп. 田亀, водяной клоп), отчасти из-за сходства с этим насекомым формы наушников.
Чтобы преодолеть затяжную депрессию, вызванную смертью Горо, Когито отправляется читать лекции в Германию, где, однако, вновь наталкивается на следы покойного, проливающие свет на причины его смерти. Начиная с этой точки повествование утрачивает какую-либо предсказуемость и начинает развиваться одновременно в нескольких направлениях, временных пластах и местах действия событий в лучших традициях зрелых работ Оэ, подчас производя эффект галлюцинации. Произведение завершается жизнеутверждающей репликой из пьесы Воле Шойинки «Смерть и конюший короля», в которой звучит призыв забыть умерших и живущих и думать о тех, кто ещё не рождён.

## Переводы
- Kenzaburo Oe. Tagame. Berlin-Tokyo. Aus dem Japanischen von Nora Bierich. — Fischer Tachenbuch Verlag, 2005. — 285 с. — ISBN 9783596156276.
- Kenzaburo Oe. Changeling. Translated by Deborah Boehm. — Grove Press, 2010. — 480 с. — ISBN 978-0802119360.